# Papa à l'essai
Papa à l'essai (Papa auf Probe) est un téléfilm allemand réalisé par Udo Witte et diffusé en 2013.

## Fiche technique
- Titre original : Papa auf Probe
- Réalisation : Udo Witte
- Scénario : Andreas Heckmann
- Photographie : Jochen Radermacher
- Musique : Thomas Klemm
- Durée : 89 minutes
- Date de diffusion :
  -  France : 9 avril 2014 sur M6

## Distribution
- Pasquale Aleardi : Moritz Kaiser
- Tanja Wedhorn : Nina Schmitz
- Tom Hoßbach : Max Schmitz
- Camares Amonat : Jule Schmitz
- Alma Leiberg : Veronika
- Rainer Piwek : Toby Breuer
- Marie Gruber : Uschi
- Isabel Tuengerthal : Inge
- Jale Arikan : Simay
- Tobias Lehmann : Carlo
- Eric Langner : Bob
- Karl Kranzkowski (de) : Peter Falkenstein